# Heteroponera majeri
Heteroponera majeri is een mierensoort uit de onderfamilie van de Heteroponerinae. De wetenschappelijke naam van de soort is voor het eerst geldig gepubliceerd in 2011 door Taylor.